# Kasteel van Veulen

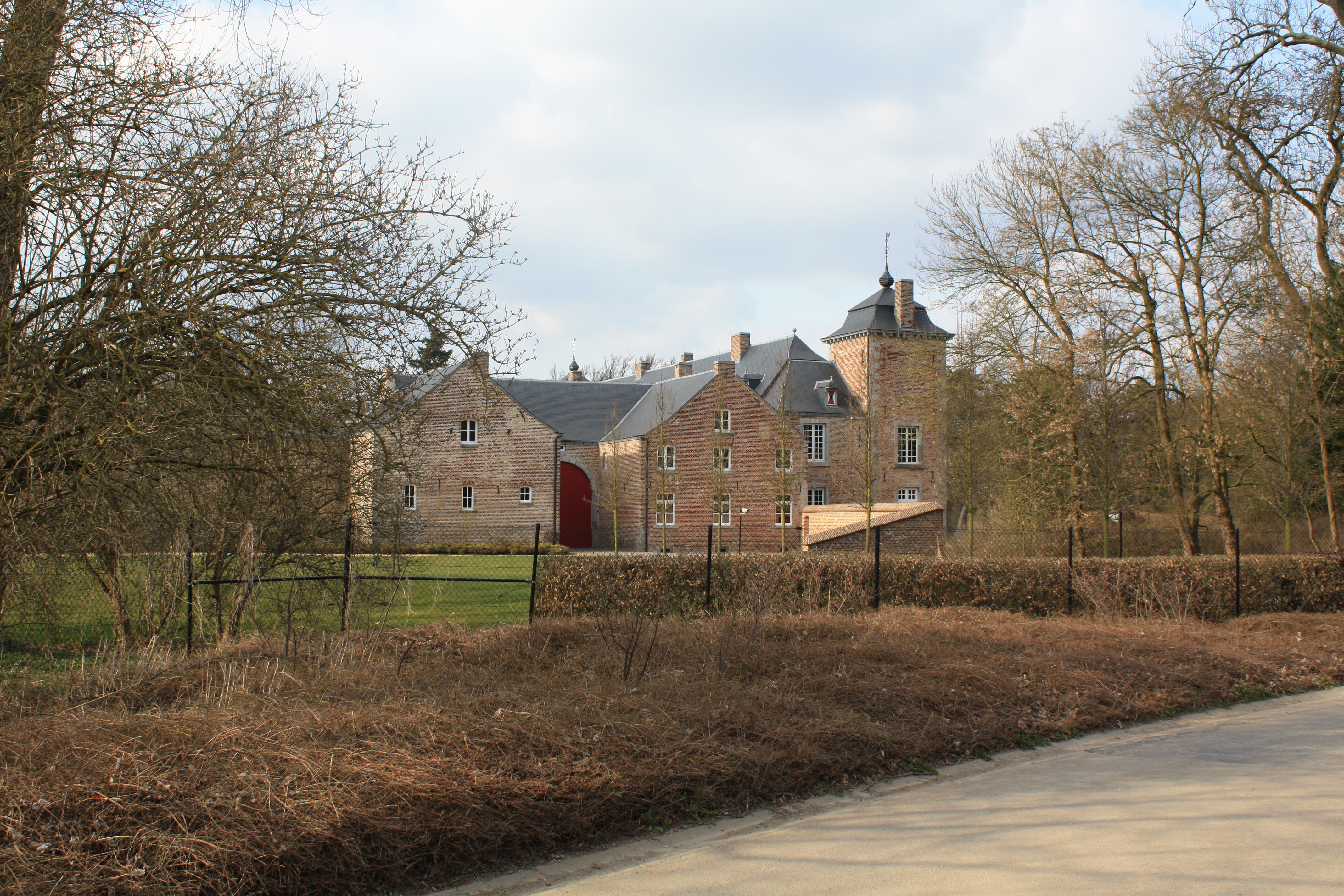
Kasteel van Veulen

Het Kasteel van Veulen (ook: Kasteel de Donnea) is een kasteel in Veulen, gelegen aan de Kasteelstraat.

## Geschiedenis
De oudste vermelding van een kasteel op deze plaats -hoewel er lang voordien al een burcht moet hebben gestaan- is uit 1599, toen Jan van Berlo, die door huwelijk met Jeanne de Merode in bezit van de heerlijkheid was gekomen, zijn testament opmaakte. Jeanne was tante van Florent d'Argenteau, en deze erfde in 1599 de heerlijkheid. Het huidige kasteel is jonger. Het heeft een kern uit 1669. Uit 1669 dateert ook een gevelsteen met de wapens van Jean François d'Argenteau en zijn vrouw, Agnes Ernestine Derivir. Het huidige kasteel werd in 1747 gebouwd. Toen was het kasteel reeds in bezit van de familie De Mercy-Argenteau. Ook van deze familie werd een gevelsteen met wapenschild geplaatst.

## Gebouw
Het huidige kasteel is gebouwd als een vierkantshoeve in late Maaslandse stijl. De noordoostelijke vleugel is het eigenlijke kasteel, en de overige gebouwen vormen een boerderij. Het kasteelgebouw wordt geflankeerd door twee torens welke van een mansardedak met peervormige spits zijn voorzien. De torens hebben kalkstenen hoekbanden. Toegang tot het kasteel wordt verkregen via een inrijpoort. Het kasteel werd van 2001 tot 2009 volledig gerestaureerd.

## Park
Het kasteel is gelegen in het dal van de Heerse Beek, welke in noordwaartse richting naar de Herk stroomt. De grachten van het kasteel werden gevoed vanuit een eigen bron, en stroomden uit op de beek. Het kaspeel met domein, 76 ha omvattend, werd in 1809  door François Joseph d'Argenteau verkocht aan Joseph André de Donnea, een ridder en Luikse ijzerhandelaar. De familie De Donnea bewoonde het kasteel tot 2001. Tot 2017 werd het kasteel bewoond door de fam. Vogel. 
Waarschijnlijk werd vanaf omstreeks 1765 een tuinontwerp deels gerealiseerd dat, naar de mode van die tijd, een zogeheten jardin anglo-chinois omvatte. De moestuin wordt in 1844 nog omschreven als: met vijvers omringd, bezorgd door eenen tuinman, op goeden grond gelegen en eigen tot het teelen van alle soorten van fijne groenten.
De Engels-Chinese tuin werd begin 19e eeuw versoberd en aangepast. In 1912 was het grondbezit van het kasteel uitgebreid tot 113 ha. In 1935 werd het nog uitgebreid en het park is dan 12 ha groot. Tijdens de Tweede Wereldoorlog werd een plan van tuinaanleg uitgevoerd dat voorkwam op een Plan de la propriété appartenant à Monsieur le chevalier de Donnea Château de Fologne à Heers, dressé par le soussigné architecte paysagiste E. Galoppin. Het is niet duidelijk om welke Galoppin het hier gaat: De familie Galoppin kent twee tuinarchitecten, en daarnaast is er nog een familie Galoppin van Luikse plantenkwekers. Men nam hiertoe enkele dorpsbewoners in dienst die aldus ontsnapten aan deportatie door de bezetter.
Het huidige park bezit een enkele tot 250 jaar oude bomen. Een deel van de vroegere gracht werd tot vijver getransformeerd.